# Государственный Совет Удмуртской Республики
Государственный Совет Удмуртской Республики (удм. Удмурт Элькунлэн Кун Кенешез) — законодательный (представительный) однопалатный орган государственной власти Удмуртской Республики. Является постоянно действующим высшим и единственным органом законодательной власти республики.

## Председатели
| Созыв | Председатель                   | Период руководства                |
| ----- | ------------------------------ | --------------------------------- |
| 1     | Александр Александрович Волков | 19 апреля 1995 — 3 ноября 2000    |
| 2     | Игорь Николаевич Семёнов       | 28 ноября 2000 — 6 апреля 2003    |
| 3     | Игорь Николаевич Семёнов       | 23 апреля 2003 — 2 декабря 2007   |
| 4     | Александр Васильевич Соловьёв  | 11 декабря 2007 — 14 октября 2012 |
| 5     | Александр Васильевич Соловьёв  | 22 октября 2012 — 28 апреля 2013  |
| 5     | Владимир Петрович Невоструев   | 25 июня 2013 — 10 сентября 2017   |
| 6     | Алексей Михайлович Прасолов    | 26 сентября 2017 — 25 марта 2020  |
| 7     | Владимир Петрович Невоструев   | 16 апреля 2020 — по наст. время   |

## Фракции
| Фракция             | Руководитель                    | Кол-во депутатов | Ссылка |
| ------------------- | ------------------------------- | ---------------- | ------ |
| Единая Россия       | Дербилова, Елена Анатольевна    | 50 + 1 (рук.)    | [ 1 ]  |
| КПРФ                | Конорюков Алексей Александрович | 5 + 0 (рук.)     | [ 2 ]  |
| ЛДПР                | Ягафаров, Тимур Фаатович        | 1 + 1 (рук.)     | [ 3 ]  |
| Справедливая Россия | Юнусов, Фарид Анасович          | 1 + 1 (рук.)     | [ 4 ]  |

## Комиссии
- по бюджету, налогам и финансам
- по социальной политике
- по экономической политике, промышленности и инвестициям
- по агропромышленному комплексу, земельным отношениям, природопользованию и охране окружающей среды
- по государственному строительству и местному самоуправлению
- по здравоохранению, демографической и семейной политике
- по науке, образованию, культуре и молодёжной политике
- по национальной политике, общественной безопасности, Регламенту и организации работы Государственного Совета